# American Overseas Airlines

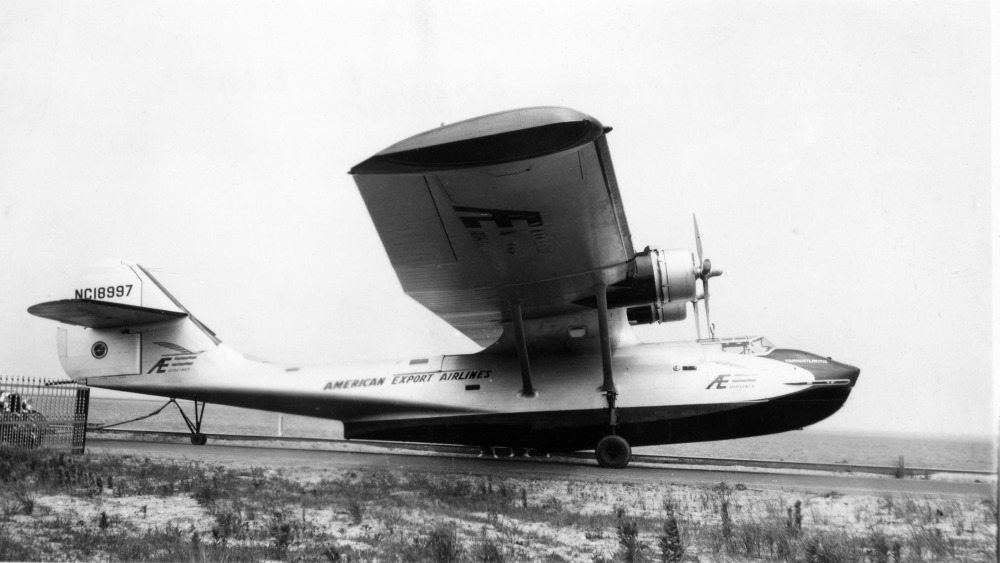
Un Consolidated PBY Catalina exploité par AEA.

American Overseas Airlines Inc est une compagnie aérienne américaine disparue créée en 1937 par la compagnie maritime American Export Lines pour exercer sur l'Atlantique Nord le transport de fret..
Par la suite, après que les États-Unis entrent en guerre, elle devient sous-traitante de la Pan American. C’est grâce à cette union qu’elle ouvre une ligne entre New York et l'Irlande, en juin 1942, et tire bénéfices de la collaboration avec le gouvernement américain. 
En 1945, la Pan Am lui confie toutes ses lignes transatlantiques à destination de l’Europe du Nord passant par Londres, la compagnie cesse, alors, le transport de fret. 
Elle fut la première compagnie américaine à ouvrir un service commercial sur l’Atlantique Nord en DC-4, dès octobre 1945.
À la suite de la fusion dans le Transatlantic Division of American Airlines, en novembre 1945, elle change de nom et prend celui de American Overseas Airlines (AOA). Elle travaillera avec AA pendant quelques années en tirant avantage que lui offre cette compagnie par ses très nombreuses correspondances domestiques. Ses horaires sont alors inscris dans la timetable d’AA.   
American Airlines n'étant pas autorisée à opérer hors des États-Unis, AOA fut revendue à Pan American en septembre 1950.

## Flotte
- Douglas DC-3 : 3, utilisés sur les lignes d'apport européennes et transférés à Pan Am en 1950.
- Douglas DC-4 : 6 C-54E et 7 C-54G exploités de 1945 à 1950, 1 perdu sur accident, les autres passant à Pan Am en 1950.
- Lockheed Constellation : 7 appareils mis en service en 1946.
- Boeing 377 Stratocruiser : 8 appareils mis en service fin 1949.